# Michele Scaroina
Michele Scaroina (Campobasso, 1729 – XVIII secolo) è stato un pittore italiano.

## Biografia
Michele Scaronia apparteneva a una famiglia borghese. Sua sorella Candida sposò lo scultore molisano Paolo Saverio di Zinno.
La città natale, Campobasso, risulta dalla firma che Michele Scaronia lasciò sul dipinto che raffigura l'Incoronazione di Maria e santi e che è conservato nella chiesa di San Nicola, a Celenza Valfortore. Egli dipinse nel 1759 la Madonna con Bambino tra San Nicola, San Pietro e Sant'Antonio, che si trova nella chiesa di Santa Maria Assunta, a Mirabello Sannitico e affreschi nella chiesa di Sant'Antonio Abate a Campobasso. 
Nel 1772, per il re Ferdinando I delle Due Sicilie realizzò le 17 tele, di taglio favolistico e di gusto orientalista, che dal 2011 sono esposte alla Reggia di Caserta, in una delle nove sale allestite al piano terra, dove una volta era ospitato il laboratorio di restauro.
(Atti dell'Accademia Pontaniana)